# Tunbert
Tunbert (Tunbeorht, Tunbryht, Tunberð; żył w IX wieku) – średniowieczny biskup Winchesteru.
Tunbert został wyświęcony na biskupa między 871 a 877. Jego sygnatura widnieje jako świadka na akcie darowizny króla Wesseksu Alfreda Wielkiego. Zachowało się również kilka dokumentów przez niego wystawionych.
Śmierć Tunberta datowana jest na okres 877-879. Jego następcą został biskup Denewulf.